# Delprivale
Delprivale est le nom d'un cultivar de pommiers domestiques.
Cette pomme peut être classée dans les Pommes des Moissons, des pommes précoces qui se récoltent dès l'été, comme Transparente blanche, Transparente de Croncels, Lion d'été....

## Origine
Obtenu en France par (Delbard, 1960).

## Historique
- 1990 : début de la distribution.
- 2008 : prolongation de 5 ans au « Catalogue officiel des espèces et variétés de plantes cultivées en France »[1].

## Description
Une des premières pommes de l'année.
- Robe : rouge.
- Chair : sucrée, juteuse.

## Parenté
Cette Pomme des Moissons résulte du croisement Delcroft x Akane.

## Pollinisation
Pomme fécondée par Royal Gala tenroy, Reine des reinettes, Delbard Jubilé delgollune.

## Culture
Cette variété de pommier est appropriée aux petits jardins familiaux à cause de sa résistance aux maladies héritée du cultivar Akane.
- Cultivar; vigoureux et productif.
- Maturité: fin juillet/début août.
- Consommation: jusqu'à fin août (conservation très courte)